# Automolis rubrovitta
Automolis rubrovitta är en fjärilsart som beskrevs av Aurivillius 1904. Automolis rubrovitta ingår i släktet Automolis och familjen björnspinnare. Inga underarter finns listade i Catalogue of Life.